# Españolaspottdrossel
Die Españolaspottdrossel oder Hoodspottdrossel (Mimus macdonaldi, Syn.: Nesomimus macdonaldi) ist eine Art der Spottdrosseln (Gattung) (Mimus) in der Familie der Spottdrosseln (Mimidae). Sie kommt endemisch auf der Galápagos-Insel Española und der kleinen, ihr vorgelagerten Insel Gardner vor.

## Beschreibung
Die Hood-Spottdrossel erreicht eine Körperlänge von etwa 28 Zentimetern. Ihr Rücken ist graubraun gefärbt, der Bauch weißlich-grau, wobei nur ein undeutliches Band über der brust verläuft. Das gelbliche Auge ist von einem dunklen Fleck umgeben. Der Schwanz ist lang, dunkel und gestuft, die Schwanzfedern nehmen also von innen nach außen in der Länge ab. Der Schnabel ist lang und gebogen.

## Lebensweise
Españolaspottdrosseln besiedeln strauchbewachsenes Tiefland und laubabwerfende Wälder. Sie sind Allesfresser, die in Gruppen von bis zu etwa 40 Tieren auf Nahrungssuche gehen und sich vorwiegend von Aas und den Eiern von Seevögeln ernähren. Gebrütet wird in Gruppen aus durchschnittlich neun Tieren im März und April. Die Paare sind nicht monogam, meist wird nur ein Ei gelegt.

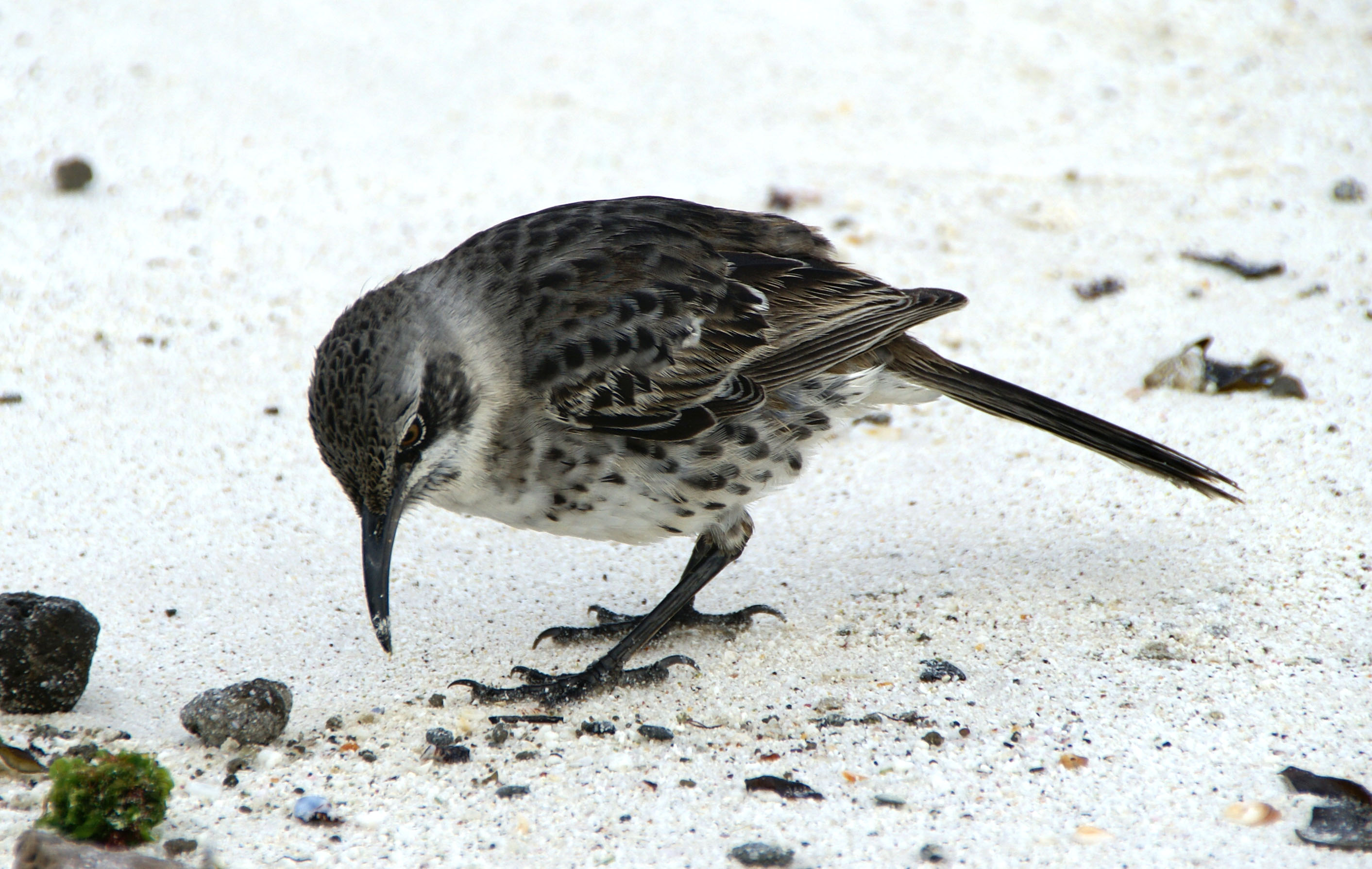
Españolaspottdrossel bei der Nahrungssuche

## Gefährdung
Die Art wird in der Roten Liste der IUCN als „vulnerable“ (gefährdet) geführt. Die Populationsgröße wird auf etwa 1000 bis 2500 Tiere geschätzt. Die Hauptbedrohung liegt im sehr kleinen Verbreitungsgebiet, so dass Klimaschwankungen oder die Einführung von Raubtieren starken Einfluss auf den Gesamtbestand haben könnten.